# Alfred (Ontario)
Pour les articles homonymes, voir Alfred.

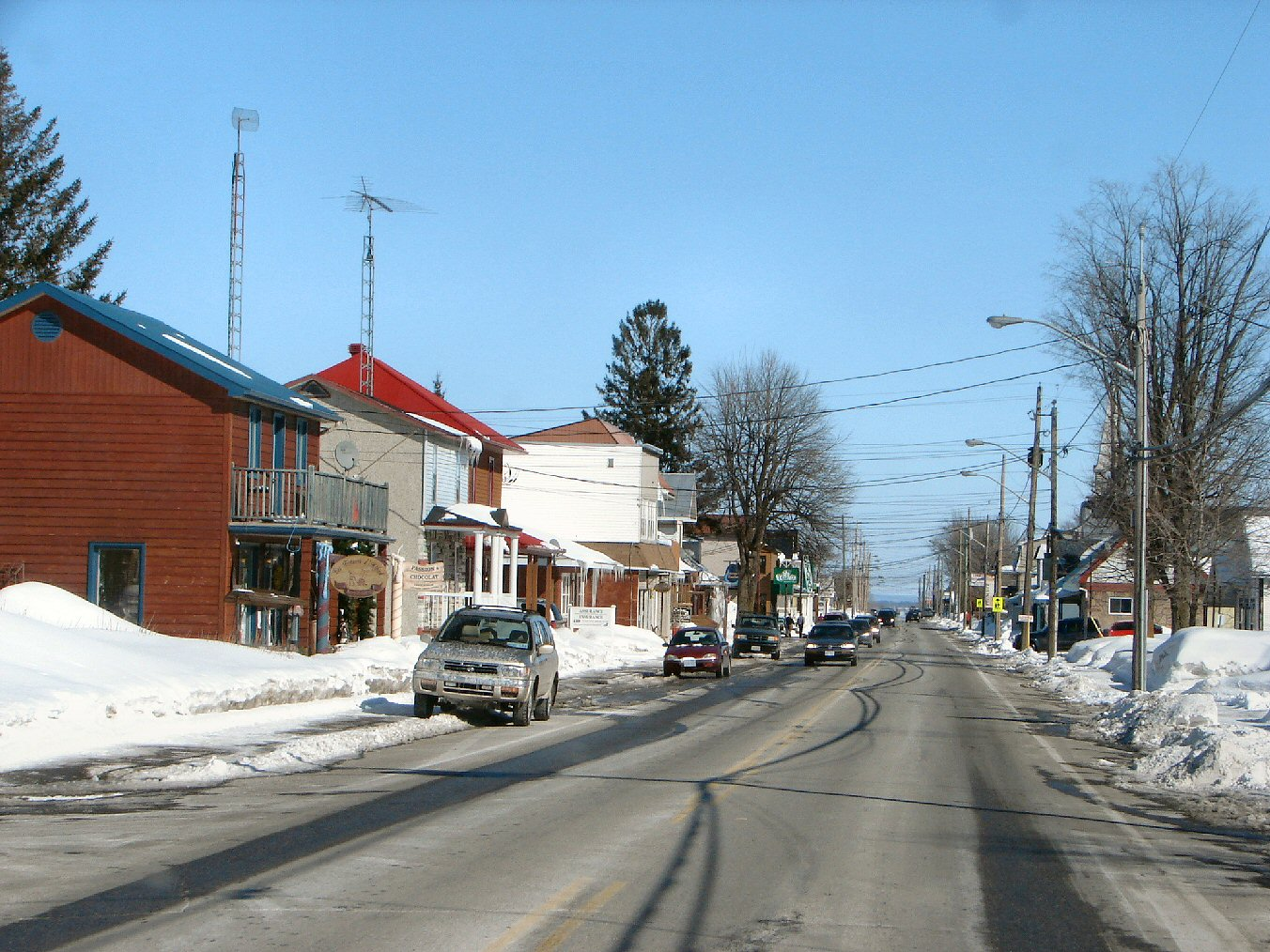
Une des rues principales d'Alfred

Alfred est une localité franco-ontarienne du canton d'Alfred et Plantagenet, situé dans les comtés unis de Prescott et Russell (Canada). En 1997, la municipalité de village d'Alfred et la municipalité de canton d'Alfred constitue avec les municipalités de village et de canton de Plantagenet un canton municipal.

## Géographie
Alfred est arrosé par le ruisseau des Atocas.

## Histoire
D'abord appelée Bradyville, la localité prend le nom d'Alfred en l'honneur d'un des fils du roi George III du Royaume-Uni en 1842. En 1952, le bourg obtient le statut de village. Alfred est la capitale de la patate-frite du Canada.

## Population
Suivant le recensement du Canada
, la population du village d'Alfred est en croissance modérée depuis plusieurs années.
Évolution de la population totale, 1991-2011
| Recensement | Population | Variation (%) |
| ----------- | ---------- | ------------- |
| 2011        | 1 350      | 0,7 %         |
| 2006        | 1 340      | 3,0 %         |
| 2001        | 1 301      | 5,9 %         |
| 1996        | 1 228      | 5,0 %         |

La population du village d'Alfred est vieillisante, l'âge médian de 40,3 ans en 2001, augmente à 48,8 ans en 2011. Les groupes des enfants (0-14 ans) et des parents (25-44 ans) sont particulièrement en décroissance.
Groupes d'âge, village d'Alfred, 2001 et 2011
| Groupe d'âge   | 2001 (nb) | 2001 (%) | 2011 (nb) | 2011 (%) |
| -------------- | --------- | -------- | --------- | -------- |
| 0-14 ans       | 255       | 19,6 %   | 160       | 11,9 %   |
| 15-24 ans      | 135       | 10,4 %   | 175       | 13,0 %   |
| 25-44 ans      | 365       | 28,1 %   | 250       | 18,5 %   |
| 45-64 ans      | 290       | 22,3 %   | 445       | 33,0 %   |
| 65 ans et plus | 245       | 18,8 %   | 325       | 24,1 %   |
| Total          | 1 300     | 100 %    | 1 350     | 100 %    |

Notes : 1. Données non disponibles en 2006. 2. La somme peut être différente du total en raison des arrondissements à 5 près.
La communauté franco-ontarienne représente près de 90 % de la population du village d'Alfred.
Langue maternelle (2006-2011)
| Langue              | 2006 (nb) | 2006 (%) | 2011 (nb) | 2011 (%) |
| ------------------- | --------- | -------- | --------- | -------- |
| Français seulement  | 1 075     | 88,5 %   | 1 165     | 87,9 %   |
| Anglais seulement   | 1 160     | 17,6 %   | 85        | 7,0 %    |
| Anglais et français | 50        | 4,1 %    | 15*       | 1,1 %*   |
| Autres langues      | 0         | 0,0 %    | 30*       | 2,3 %*   |
| Total               | 1 215     | 100 %    | 1 325     | 100 %    |

Notes : 1. Données non disponibles en 2006. 2. Définition en 2001 : Première langue apprise et encore parlée; 2011 : Première langue apprise à la maison dans l'enfance et encore comprise par le recensé le 10 mai 2011. 3. La somme peut être différente du total en raison des arrondissements à 5 près. * Peut ne pas être significatif.

## Culture
Plusieurs écoles et collèges se partagent l'éducation et l'instruction des enfants du canton:
- Association des conseils scolaires des écoles publiques de l'Ontario (ACÉPO)
  - École Publique Plantagenet
  - Collège d'Alfred
  - Maison Familiale Rurale Franco-Ontarienne
- Conseil scolaire de district catholique de l'Est ontarien[8]
  - École élémentaire catholique Saint-Joseph, Wendover
  - École élémentaire catholique Saint-Paul, Plantagenet
  - École élémentaire catholique Saint-Victor, Alfred
  - École secondaire catholique de Plantagenet

Le canton d'Alfred-Plantagenet projette la construction d'une future bibliothèque municipale à Alfred. FranCœur, un premier téléroman franco-ontarien tourné dans le village d'Alfred et dans la campagne environnante.

## Économie
Un entrepreneur projette d'implanter une usine d’asphalte mais le projet rencontre de l'opposition dans la population. De plus, GYM  ALFRED est le premier gym Canadien ouvert dans le village.

## Société
La scolarisation des enfants d'Alfred est assurée par l'école élémentaire catholique Saint-Victor du CSDCEO. Le Festival country d’Alfred, qui a lieu en juillet, existe depuis 1986. Les organismes communautaires comprennent entre autres la société d'horticulture d'Alfred.